# Jean-Emmanuel Pagni
Pour les articles homonymes, voir Pagni.
Jean-Emmanuel Pagni est un comédien français né le 21 janvier 1972, formé au City Literary Institute Drama Center de Londres en 1997.

## Biographie
Luke Dixon[Qui ?] le remarque dans un spectacle d'élèves consacré à Schnitzler à l’Actor center et l'engage pour une tournée internationale, où il se produira dans Macbeth, La Nuit des rois et Comme il vous plaira de William Shakespeare à Hong Kong, Calgary, Grahamstown, Porto Alegre...
Il joue ensuite sous la direction de Christophe Maltot, Yoshi Oida, Thierry de Peretti, Myriam Azencot, Cristèle Alves Meira, au Théâtre du Soleil, au Théâtre de l'Athénée-Louis-Jouvet et dans les festivals d’Avignon et d’Edimbourg.
En tant que metteur en scène, il dirige Laure Salama dans Vie et mort d’une parole ordinaire au Café de la Danse, la troupe de strip tease burlesque Kisses Cause Trouble au Printemps de Bourges et Pascal Tagnati au théâtre Colombier[Où ?].

## Filmographie partielle

### Cinéma
- 2022 : De grandes espérances de Sylvain Desclous
- 2009 : Un prophète de Jacques Audiard
- 2004 : L'Enquête corse de Alain Berberian : Indépendantiste Corsa Nazionale
- 2004 : Le Silence de Orso Miret : Paul-André
- 1998 :  Velvet Goldmine de Todd Haynes

### Télévision
- 2012 : Les Revenants - 2 épisodes :  Adèle et Lucy  (série TV) : Monsieur Koretzky
- 2011 : Un autre monde, téléfilm  de Gabriel Aghion : Henri de Boissieu
- 2010 : Main basse sur une île, téléfilm de Antoine Santana :  le deuxième tueur
- 2008 : Les Héritières, téléfilm  de Harry Cleven : Dominique
- 2015 : La Vie devant elles de Gabriel Aghion : Marciano
- 2017 : Tensions au Cap Corse de Stéphanie Murat : Daniel Aubert
- 2017 : La Vie devant elles (saison 2) de Gabriel Aghion : Marciano